# Yahuar Huacac
Yahuar Huacac Inca (kecz. Inka Płaczący Krwią, XIV-XV wiek) – na wpół legendarny władca Inków i siódmy Sapa Inca od ok. 1380 do ok. 1410 roku z dynastii Hanan, młodszej linii królewskiego rodu Inków, syn króla Inci Rocy.
Zgodnie z podaniem w wieku ośmiu lat został porwany przez wrogie plemię Ayarmaca, wtedy też, jak głosi legenda, opłakiwać miał swój los krwawymi łzami (stąd też wywodzi się przekazane przez legendę imię władcy). Yahuar przebywał wśród Ayarmaca aż do wieku dorosłego. Ostatecznie w ucieczce z rąk porywaczy pomogły mu jego miejscowe nałożnice. 
Yahuar Huacac jako władca doprowadzić miał do ostatecznego starcia z plemieniem Chanca (którego stolica Abancay znajdowało się w sąsiedztwie dzisiejszego Apurimac), jednakże zgodnie z przekazem kronikarskim podczas ataku Chanca na Cuzco król miał uciec z miasta i pozostawić stolicę samą sobie. Dowództwo nad obroną przejął wówczas syn Yahuara imieniem Cusi, który po zwycięstwie ogłoszony został nowym królem pod imieniem Viracocha, tym samym Yahuar Huacac został pozbawiony tronu (jednakże zgodnie z innym przekazem to właśnie król Viracocha miał zbiec ze stolicy w obliczu niebezpieczeństwa, natomiast zwycięzcą został jego syn i następca, Pachacutec).
W odróżnieniu od innych władców Yahuar Huacac nie odznaczył się większymi przedsięwzięciami budowlanymi w Cuzco.
Główną małżonką (coyą) Yahuara Huacaca była Mama Chikya oraz prawdopodobnie Ipaucoma (choć pewnie nie w tym samym czasie). Ipaucoma była matką Cusiego, późniejszego króla Viracochy. Zgodnie z legendą, gdy twarz młodego księcia pokrył rzadko spotykany u Inków zarost, stało się to przyczyną oskarżenia królowej o zdradę (zarost charakteryzował bowiem członków niektórych sąsiednich plemion z którymi stykali się Inkowie). Ostatecznie wróżbici uznali jednak, iż zarost syna jest karą boga Ilapy, za to, iż król nie przestrzegał nakazanych postów. Mimo to Yahuar Huacac nie wyzbył się podejrzeń i pozostawał niechętny synowi.